# 人生案内 (映画)
『人生案内』（じんせいあんない、ロシア語: Путёвка в жизнь、英語: Road to Life）は、ゲンリフ・ヤゴーダのグラグの下、マトヴェイ・カモイロヴィッチ・ポグレビンスキー (Матвей Самойлович Погребинский) が管理していたボリシェヴィキの労働キャンプにおける、少年たちの再教育を主題とした、ソビエト連邦初期の劇映画。
ソ連最初の音声付き映画であり、1931年6月1日に初公開された。
32年度キネマ旬報ベストテン2位。

## キャスト
- セルゲーエフ - 労働コミューン責任者：ニコライ・バターロフ
- ムスターファ - 浮浪児でスリで生活：イワン・クイルラ
- コーリカ - 家出をした浮浪児：ミハイル・ジャゴファーロフ
- コーリカの父：ウラジミール・ヴェスノフスキー
- コーリカの母：レギーナ・ヤヌシュケヴィッチ
- フォムカ・ジガン - スリの親分：ミハイル・ジャーロフ
- レリカ・マズカ - フォムカの情婦：マリア・ゴンタ
- ヴァシカ：アレクサンドル・ノヴヴィコフ
- スクリアヴィナ - 児童委員会監察官：マリア・アントロポワ

## スタッフ
- 監督：ニコライ・エック
- 脚色：ニコライ・エック、レギナ・ヤニュシュケヴィッチ、アレクサンドル・ストルペル
- 撮影：ワシリー・プローニン
- 美術：イワン・ステパノフ、 A.エヴレメンコ
- 音楽：ヤコフ・ストーリャル
- 録音：E.ネステロフ

## 製作
映画にはモデルがおり、1920年から15年間、2つのコムーナで浮浪児とともに暮らした教育者マカーレンコである。
本作は、完全なトーキーではなく、頻繁にに字幕で説明するサイレントからトーキーへの過渡期の映画である。ただし音響の処理にはすぐれた計算と独創性が見られる。

最後に、ソ連秘密警察創設者のフェリックス・ジェルジンスキーに捧げられている。

## 受賞
- 1932年、第1回ヴェネツィア国際映画祭　”もっとも高く評価される監督賞”（非公式・一般投票）：ニコライ・エック

## 公開
本作は世界197か国で上映され、ソビエト連邦の映画の国際的な評価を高めた。
また、26か国がこの映画を購入した。